# 直列4気筒

直列4気筒（ちょくれつよんきとう）とは、レシプロエンジン等の形式の1つ。シリンダーが1列に4本配置されているものを指す。当記事では専らピストン式内燃機関のそれについて述べる。

## 自動車での4気筒エンジン

### 乗用車・商用車

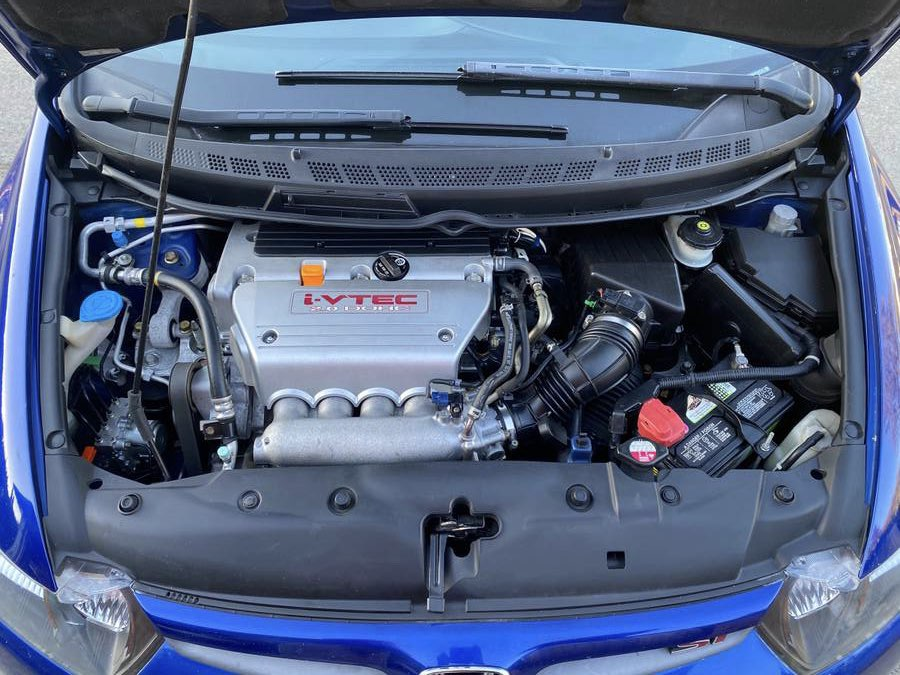
ホンダ・シビックSi用のK20Z3型1,998ccエンジン

現在の乗用車において最もオーソドックスなエンジン形式である。ミラーサイクルを採用して燃費を最重視した100馬力未満のものから、ターボチャージャーを採用して400馬力以上を発生するハイパワーモデルまで幅広くカバーしている。排気量としては1.0Lから2.5L程度のものが一般的である。
6気筒以上の方式に比べると二次振動が問題とされやすく、二次振動を低減するために排気量の大きい（おおむね2.0L以上）直4エンジンではバランスシャフトが採用される。このバランスシャフトは、互いに逆回転する2本一対の錘付きシャフトをクランクシャフトの回転数の2倍の速度で回転させることで二次振動を相殺するが、それでも完全に振動を消すのは難しいため、従来直4は小～中型の大衆車への採用が一般的であった。しかしエコ意識が高まっている昨今は直噴化によりノッキング問題が緩和されたこともあり、6気筒・8気筒が当たり前であった高級車や大型車にも直4ターボを採用する事例（→ダウンサイジングコンセプト）はもはや珍しくなくなってきている。一方で長らく直4がカバーしてきた1.5L前後の排気量を直列3気筒に置き換える例も増えてきており、直4の方もダウンサイジング化の波に晒されている現状がある。
市販された自動車用ガソリンエンジンで最も排気量が小さい直4は、1963年発売の軽自動車ホンダ・T360の354ccである。軽自動車規格の排気量が660ccに変更されてからもこのクラスの直4は量産されていたが、燃費にシビアな時代背景から熱効率面で勝る直列3気筒へ移行が進み、2013年1月の2代目三菱・パジェロミニの販売終了を持って絶滅した。
逆に直4のディーゼルエンジンでないもので最大排気量のエンジンは1961年のポンティアック・テンペストの3,188cc（195ci）エンジンである。また1970年代以降は三菱自動車がランチェスターの法則で知られるフレデリック・ランチェスターが考案したランチェスター・バランサーをベースに、サイレントシャフトと呼ばれる独創的なバランスシャフトを開発し、三菱・ジープや三菱・スタリオンで2,555ccを実現。後にこの技術を採用した1990年代のポルシェ・968は2,992ccまで拡大している。
なお火炎伝播の問題からボア径に限界があるガソリンエンジンと異なり、トラック等に多用されるディーゼルエンジンでは気筒あたり1,000ccを超える大排気量の直4も使用されている。かつて路線バスは無過給の直6エンジンが主流であったが、排ガス規制強化によって直4ターボエンジンへの置き換えが進んでいる。

### 競技用車

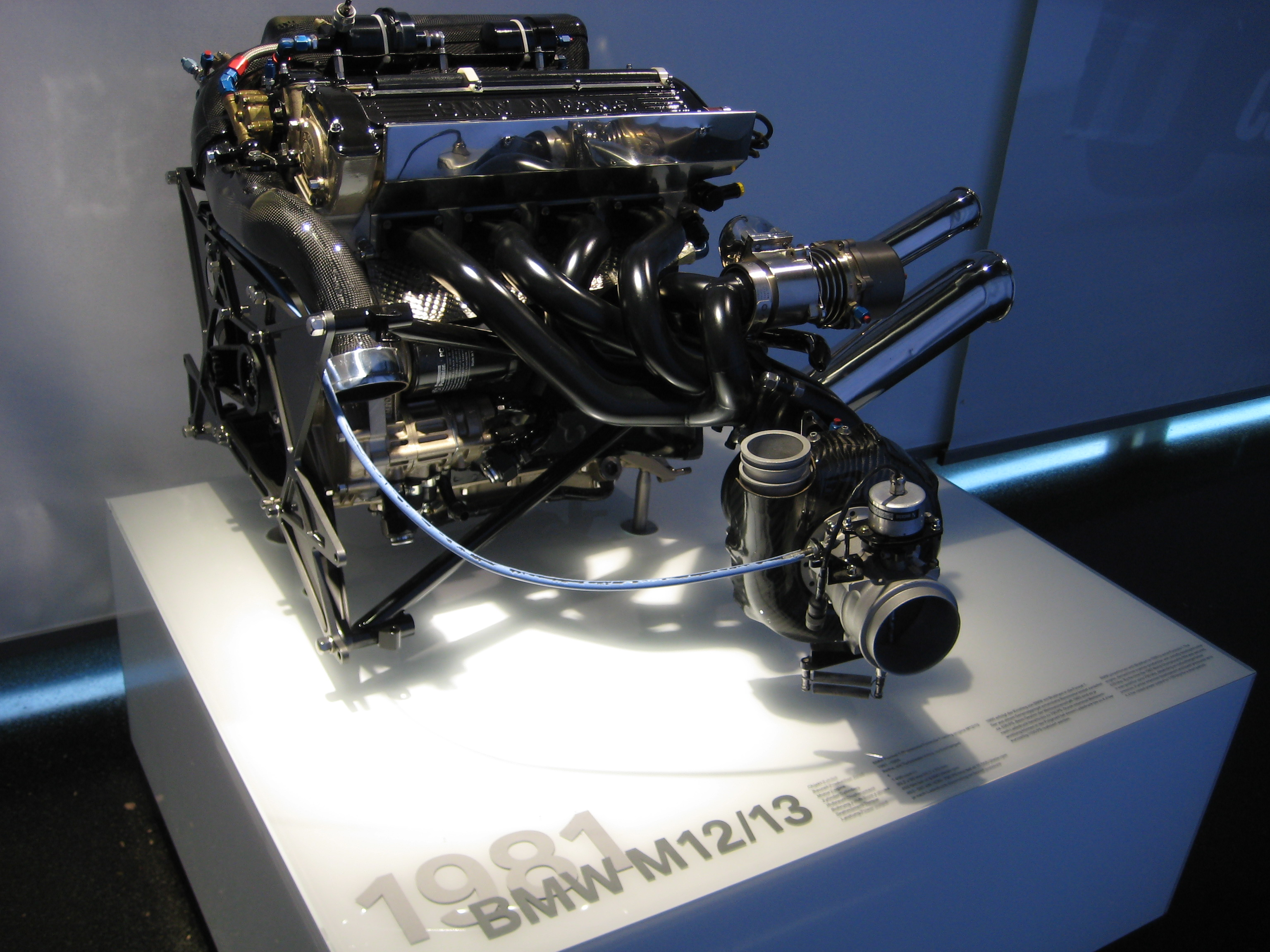
1,000馬力を遥かに超える出力を発生したBMWのF1用直列4気筒シングルターボエンジン

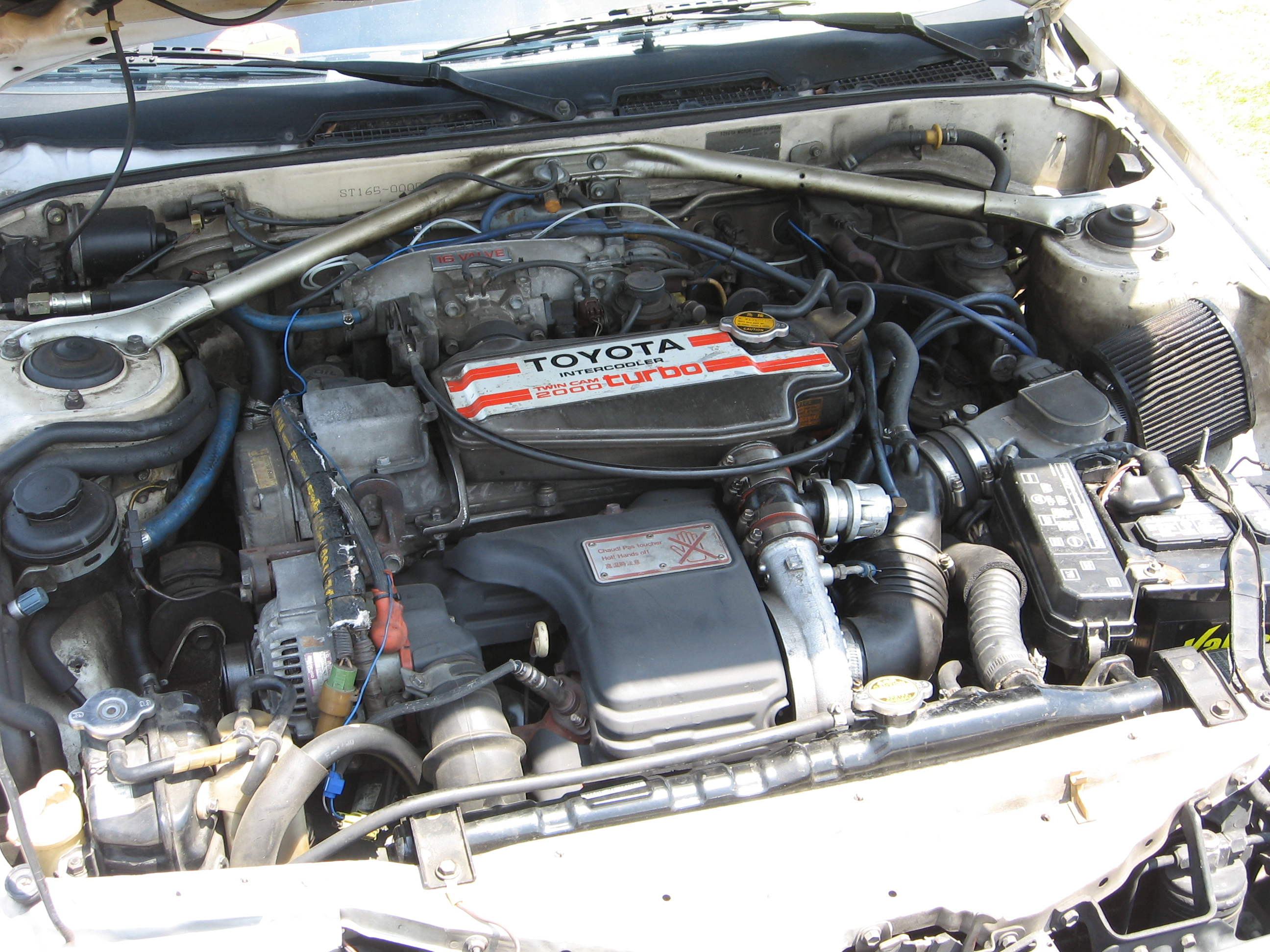
トヨタ・3S-GTE。様々なカテゴリでチューニングベースとして使用され、パイクスピーク仕様では800馬力以上/700Nm以上の出力を発揮した。

WRCやWTCC、World RX、TCR、GT500、BTCCなど市販車をベースとするメジャーレースでは、ベース車両の都合や自動車メーカーの販促などのため、1.6〜2.0L程度の直4ターボを規則で指定する場合が多い。またF3やスーパーフォーミュラのような純レーシングカーでも市販車のエンジン、あるいは上記のような市販車ベースのカテゴリからのエンジンの流用を前提としている場合は直4ターボが指定される場合もある。
GT500及びスーパーフォーミュラの統一規格Nippon Race Engineも直4ターボである。
気筒数を自由に選択できるカテゴリであっても、市販車からの流用による開発コストの低さや軽量・コンパクトな特性が好まれて、直4が採用されるケースがしばしある。直6をブランドアイコンの一部とするBMWも、競技では軽量さやエンジン配置の自由度の高さから直4を用いることの方が多く、グループAのBMW・M3やスーパーツーリングの318i、スーパー2000の320iなどが直4で公認を取得し、各地で猛威を振るった。
F1では1950〜1960年代半ば、特に最大排気量が1.5リッターに制限されていた時代に直4がよく採用されていた。DFVエンジンを中心としたV8の流行により一時は消滅するが、1970年代末にターボ技術が登場したことで復活。1983年にはネルソン・ピケがBMW製直4ターボでドライバーズチャンピオンに輝いた。ターボが禁止となる1989年までには、決勝仕様で1,000馬力以上、予選仕様で1,300〜1,400馬力ほどに達していたとされている。
プロトタイプレーシングカーでも古くから直4ターボの採用は多く、IMSAで無敵に近い戦績でタイトルを獲得したイーグル・MkIII、セブリング12時間レースを制覇したマツダ・RT24-Pなどが知られる。
インディ500の歴代最多優勝エンジンは、27勝を挙げた自然吸気の直4である。オッフェンハウザー社が制作したこの4,200ccのDOHCエンジンは「オフィー」という愛称で知られ、1930年から1970年代のDFVエンジン登場までの間、長らく活躍し続けた。

## オートバイでの直列4気筒

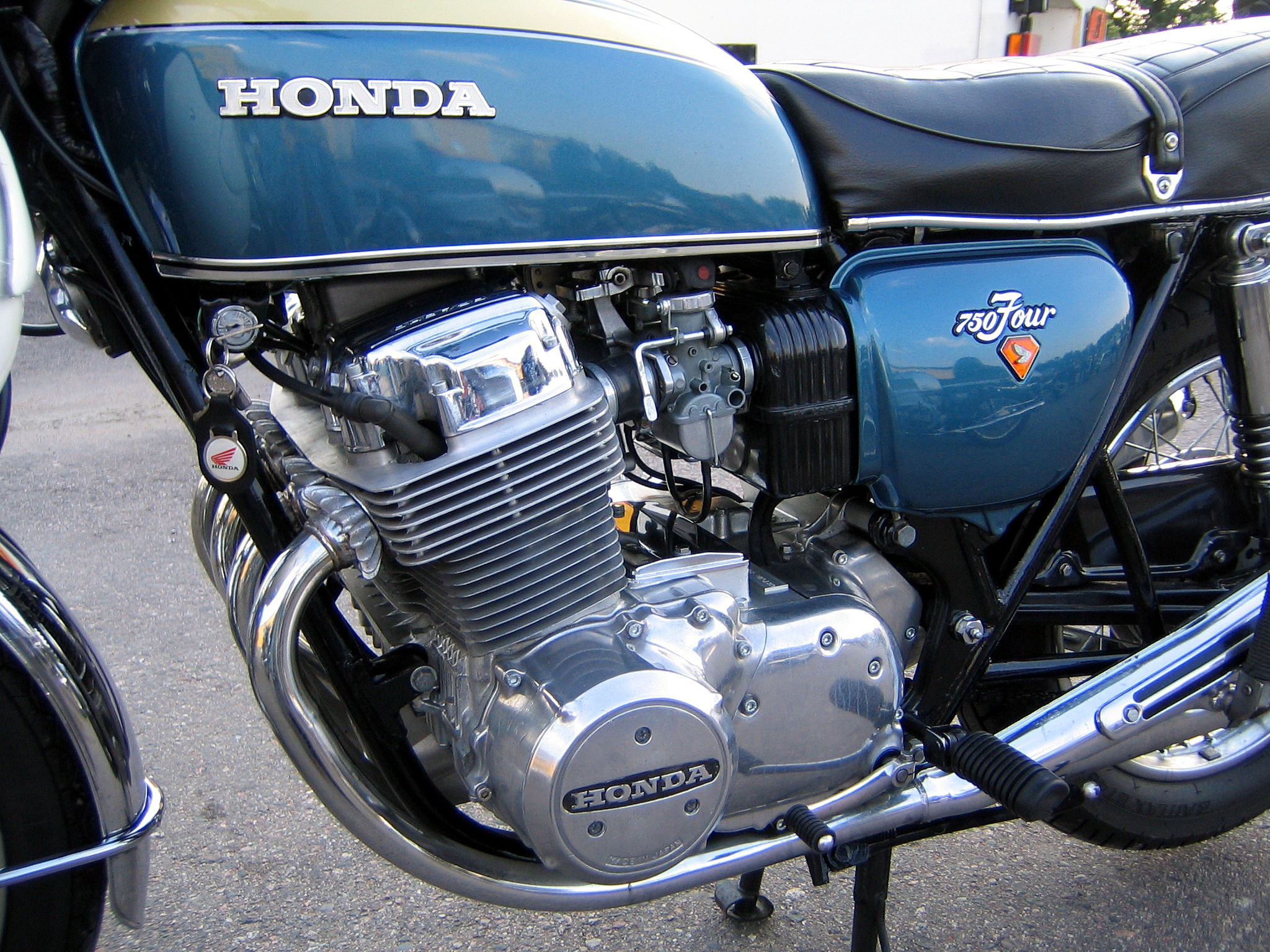
ホンダ・ドリームCB750FOURのエンジン

オートバイ（二輪）業界では慣例で横置きでシリンダーが横並びになる見た目から、『並列四気筒』とも呼ばれている（ただし厳密な意味での並列四気筒だとクランクシャフトが四軸あるエンジンになってしまうため、本来ならば俗称に近い）。いわゆるロードスポーツモデルを中心に、排気量250ccから1,400ccまで存在する。
市販オートバイ史上最も小さな直列4気筒エンジンは、モト・グッツィが製作した231ccのBenelli/Moto Guzzi 254である。レース専用車両では1960年代にホンダが125ccのRC146を製作、後に世界最小の直列5気筒エンジンである125ccのRC148/149の製作に繋がっている。逆に、市販オートバイで現在のところ史上最も大きな排気量のものはカワサキ･ZX-14Rの1,441ccである。

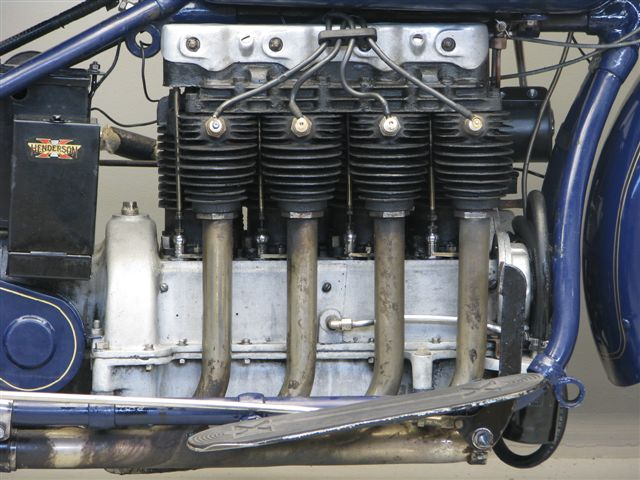
1929年式ヘンダーソン・KJの1340ccエンジン

古くは1910年代に縦置き直列4気筒を搭載したヘンダーソン・モーターサイクルの事例が存在するが、近代的な直列4気筒を最初に搭載したオートバイは1966年にMVアグスタが発売したDOHC2バルブのMV600である。しかし、MV600の生産数量は限られており、1969年にホンダが発売したSOHC2バルブのホンダ・ドリームCB750FOURが実質的に近代的な直列4気筒を最初に搭載したオートバイとすることが多い。このCB750FOURの爆発的なヒットが、その後のオートバイ用エンジンの主流が直列4気筒に移る契機となった。
今日ではクルーザー型オートバイやオフロードバイク、スクーターを除いて、ほとんど全ての形式のオートバイが直列4気筒を搭載している。特に、高速高性能を売りにしたフラッグシップ系のモデルはほぼ直列4気筒と言っても良い。なおBMWなど一部のメーカーは縦置きエンジンの直列4気筒を販売しているが、その他のメーカーはほぼ全て横置きエンジン形式である。

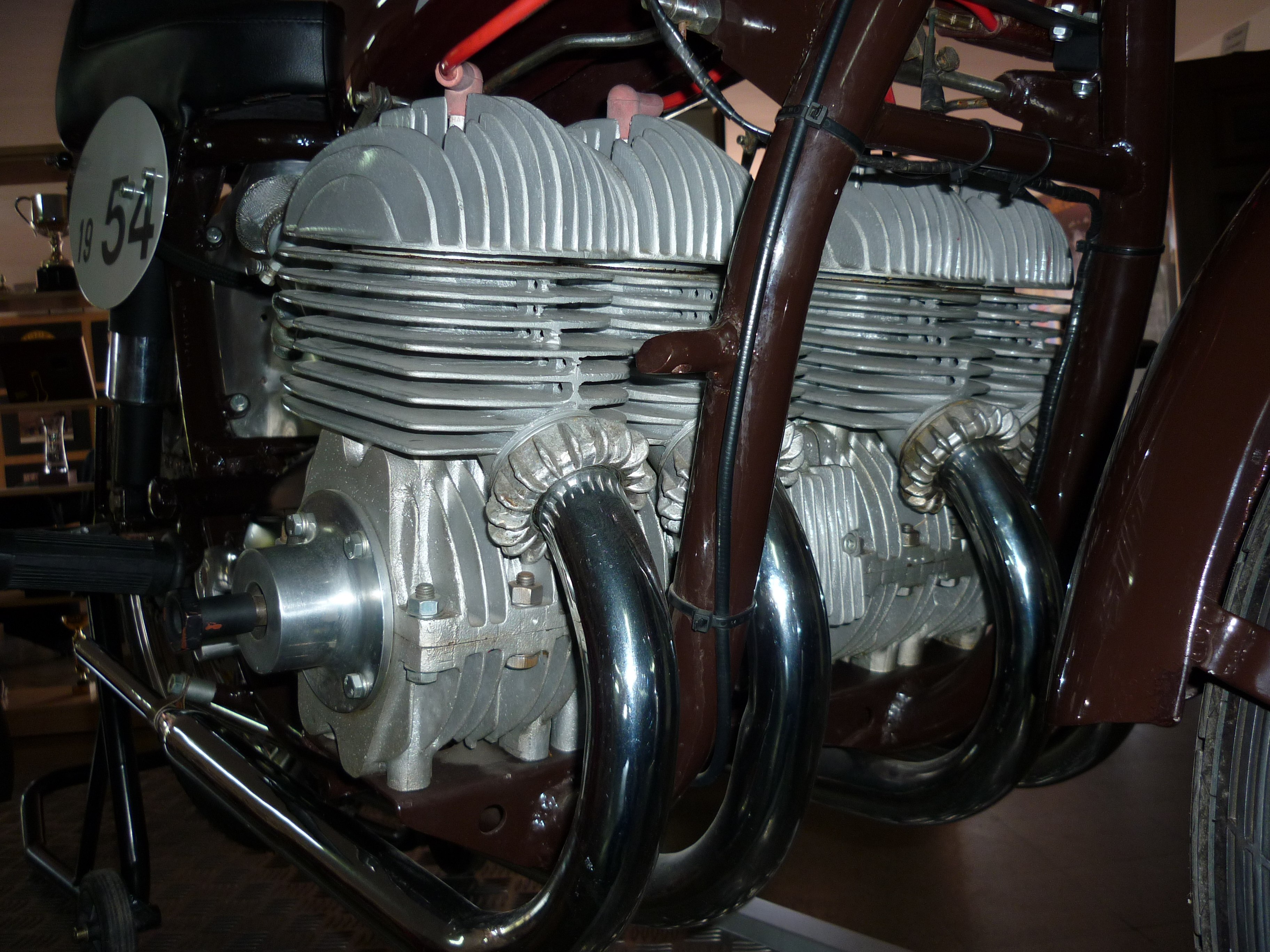
デルビ4の2ストローク392ccエンジン

2ストローク機関においては、1954年にスペインのデルビがモンジュイック24時間耐久レース用のロードレーサーのデルビ・4を製造しているが、エンジン破損でリタイアし、その後市販車両が発売される事もなかった。ロードレースにおいてはヤマハの500ccワークスレーサーYZR500による採用が著名で、1973年のOW20から1981年のOW53までこの形式が採用された。1976年には500ccのOW23をベースに750ccにボアアップされたYZR750(0W31)も登場、市販ロードレーサーのTZ500/TZ750としても市場投入された。
四輪の軽自動車などにおいては低回転域のトルク特性などを考慮して直列3気筒にエンジンの主流が移っていった経緯があるが、オートバイにおいてはある程度までそれを犠牲にしてでも高回転域を重視したセッティングを行えるため、パワー特性と製造コストの兼ね合いから最もバランスの取れた直列4気筒が広く用いられるエンジンとなっている。
なお、2009年のヤマハ・YZF-R1はクロスプレーンクランクシャフトを採用、不等間隔爆発とした直列4気筒エンジンを搭載し、クランクシャフトの慣性トルクに影響されないダイレクトなコントロール性を得ている。これは、2004年より競技（MotoGP）用のヤマハ・YZR-M1において採用されたコンセプトの市販車へのフィードバックによるものである。クロスプレーンクランクシャフトはスズキ及びカワサキといったヤマハ以外の直列4気筒エンジンのMotoGP参戦車両にも採用されている。

## 2気筒同爆エンジン
4ストロークの通常の直列4気筒エンジンは、180度ずつ位相をずらして点火タイミングが720度中1-3-4-2（1-2-4-3の例もあり）の順で等間隔に点火される。これに対して、2ストローク2気筒同爆エンジンでは360度中1-4と、2-3の2気筒ずつが等間隔で同時に点火される。
高出力化には90度間隔で1気筒ずつ点火した方が有利だが、ピストンの往復が1-2気筒と3-4気筒で対称にならず1次の偶力振動が発生してしまう。2気筒同爆レイアウトでは4ストロークと同じく1次振動が発生せず、また均等爆発2気筒エンジンと同様の力強いトルクが得られる特性になる。

## 呼び方について
他の直列エンジン同様、「インライン4（フォア）」、「i4」、「ストレート4（フォー）」、「S4」、「L4」、「直4」など様々な俗称が存在する。また車体の進行方向に対して縦向きに搭載されるエンジンを「直列4気筒」、横向きに搭載されるエンジンのことを「並列4気筒」と呼び、区別する場合もある（正確にはどちらも直列エンジンである）。